# 真武庙大殿
真武庙大殿，位于江苏省扬州市江都区小纪镇，是中华人民共和国江苏省文物保护单位之一。
1982年3月25日，授予江苏省文物保护单位，是一座古建筑及历史纪念建筑物。